# SN 2007fb
SN 2007fb – supernowa typu Ia odkryta 3 lipca 2007 roku w galaktyce UGC 12859. W momencie odkrycia miała maksymalną jasność 15,70m.